# Săn thủy cầm

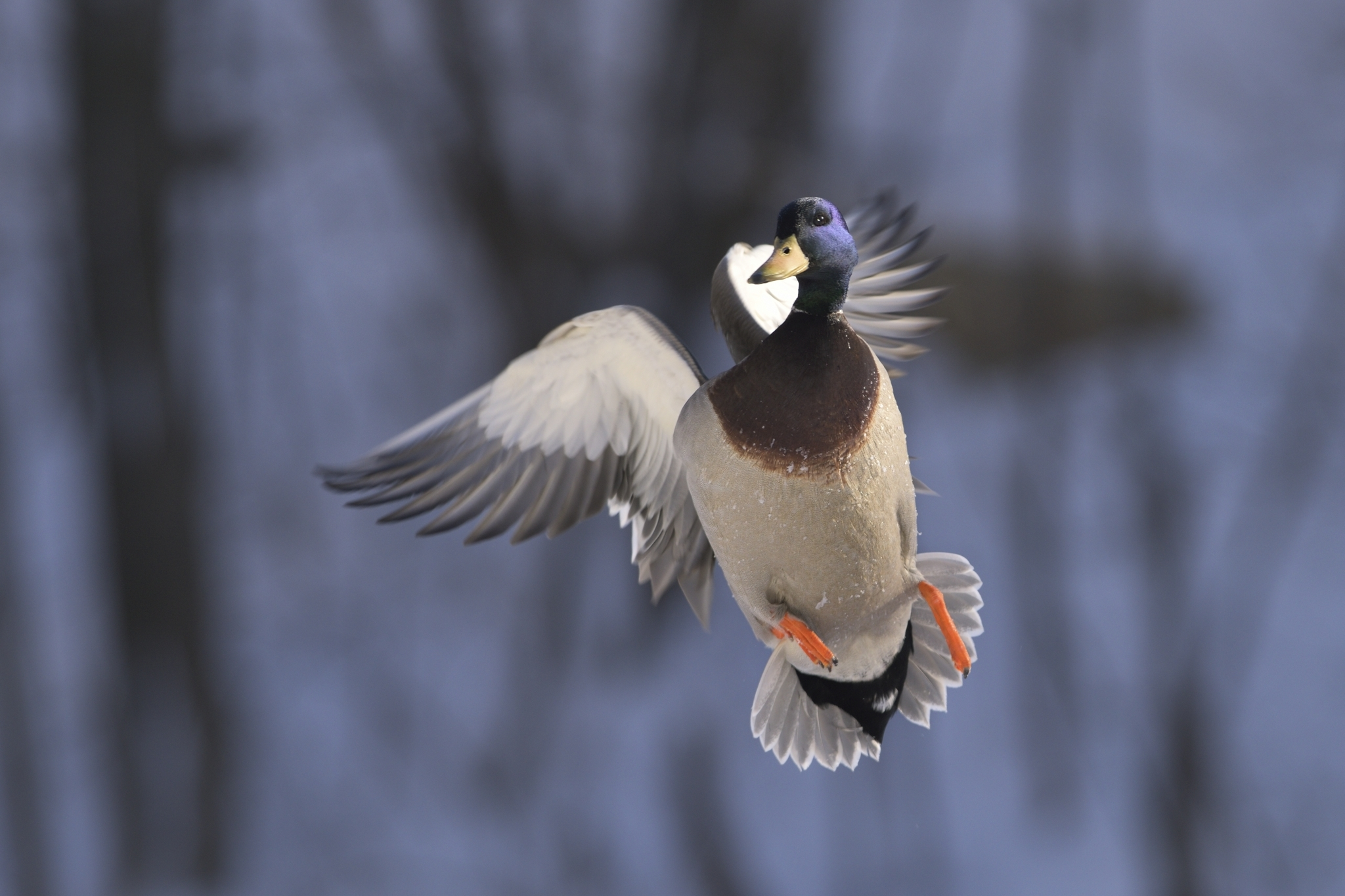
Vịt trời, loài thủy cầm bị săn phổ biến

Săn thủy cầm hay săn bắn các loài chim nước (thủy điểu) hoặc gọi đơn giản là săn chim (ở Anh) là việc thực hành săn bắn các loài thủy cầm như vịt, ngỗng hoặc chim nước khác để đáp ứng nhu cầu thịt và săn bắn thể thao. Ở nhiều nước phương Tây, việc săn bắn chim nước thương mại bị cấm, và săn bắt vịt chủ yếu là hoạt động thể thao ngoài trời. Săn bắn bằng súng ngắn bắt đầu vào thế kỷ 17 với súng ngắn matchlock và thường đi theo những với những con chó săn (chó chỉ điểm, chó lội, chó tha mồi) và được xem là một hoạt động của quý tộc thời cận đại.

## Tổng quan

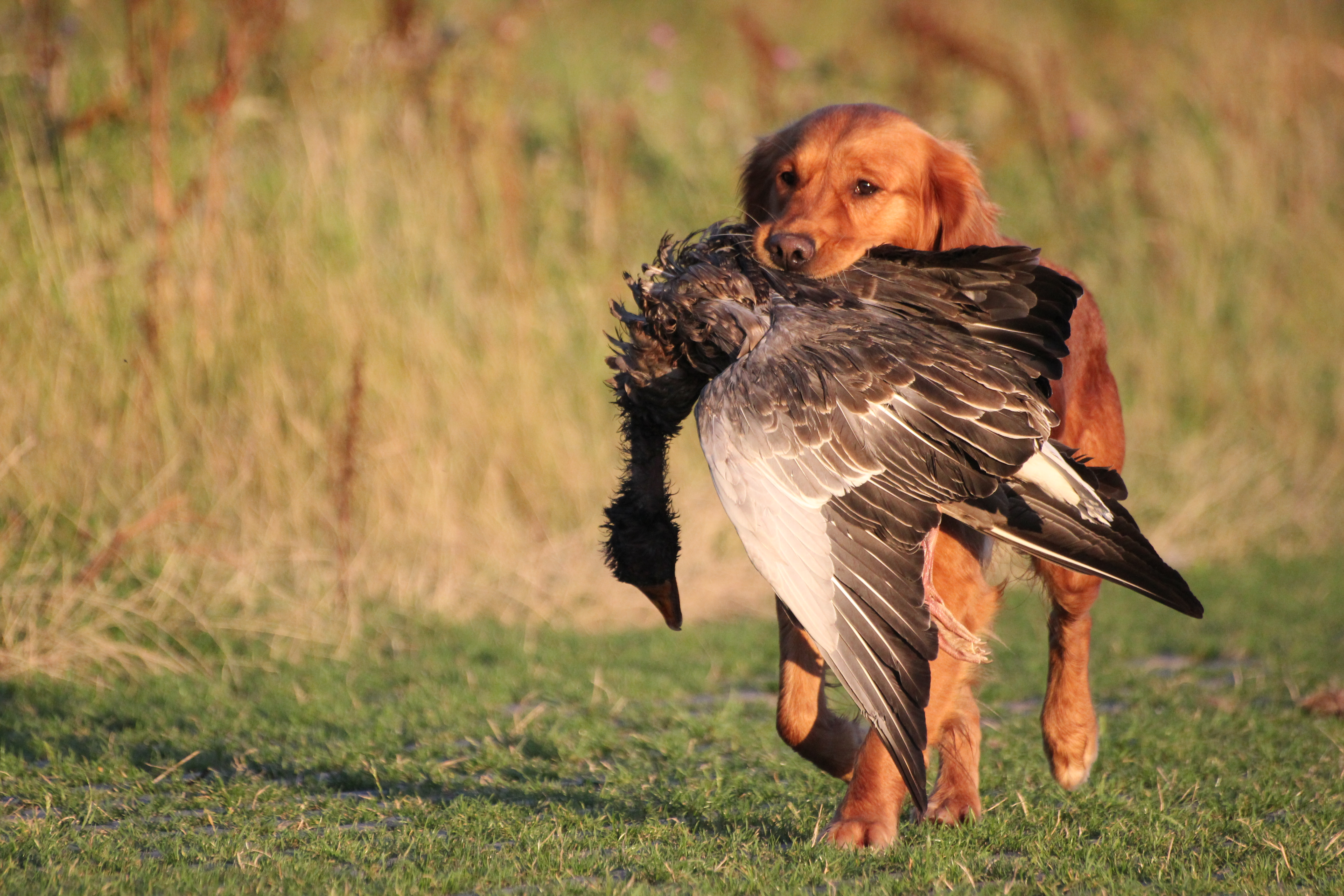
Một con chó tha mồi

Nhiều loài vịt và ngỗng có cùng môi trường sống, có mùa săn bắt trùng nhau hoặc trùng nhau, và chúng đều bị săn bắt bằng các phương pháp tương tự. Vì vậy, có thể đưa các loài thủy cầm khác nhau trong cùng một chuyến đi chơi dã ngoại kết hợp săn bắn. Con chim nước có thể bị săn bắn trong các cánh đồng trồng cây ăn quả, hoặc thường xuyên hơn trên hoặc gần các vùng nước như sông, hồ, ao, đầm lầy, đầm lầy, hoặc bờ biển.
Tại Hoa Kỳ, theo quy định thì Thủy cầm gồm Vịt, mòng két, mergus, ngỗng, thiên nga và việc săn bắt các loài thủy cầm di trú thường yêu cầu giấy phép săn vịt (duck stamp) từ Cục Hoang dã và Cá Hoa Kỳ kèm theo giấy phép săn bắt phù hợp ở bang đó. Kể từ năm 2934, việc bán giấy phép săn vịt (yêu cầu đối với những thợ săn trên 16 tuổi khi săn bắn các loài thủy cầm di trú) đã thu được trên 700 triệu $, giúp mua được hơn 5200000 mẫu (8100 dặm vuông; 21000 km vuông) đất nhằm hỗ trợ môi trường sống cho các loài thủy cầm và nhiều loài động vật hoang dã khác. 

## Các loài
Ở Bắc Mỹ có nhiều loại vịt và ngỗng bị săn bắt, phổ biến như những con vịt cổ xanh (Mallard), ngỗng Canada, ngỗng tuyết, vịt lặn vai buồm, vịt đầu đỏ Bắc Mỹ, vịt mốc, vịt cánh trắng, vịt ruddy (Oxyura jamaicensis), vịt Harlequin, và các loài trong chi Mergus. Cũng bị săn là vịt đen (Anas rubripes), vịt gỗ, mòng két cánh xanh, mòng két cánh lam, vịt Bucephala albeola, phân họ vịt, và vịt mắt vàng (Bucephala). Vịt trời hay vịt biển bao gồm các loài vịt đuôi dài, vịt Somateria và vịt Melanitta.
Thiên nga chỉ bị bắt ở một số tiểu bang ở Hoa Kỳ, và ở Anh (nơi mà chúng được xem là một đặc quyền hoàng gia), nhưng bị săn bắt cùng với những loài hoang dã khác ở nhiều nước khác.
Tại Nam Úc, các loài bị săn bắt dưới giấy phép bao gồm vịt đen Thái Bình Dương, vịt gỗ Úc (Chenonetta jubata), vịt trời hồng (Anas castanea), vịt trời xám (Anas gracilis), vịt tai hồng (Malacorhynchus membranaceus) và vịt núi (Tadorna tadornoides) và nhiều loài chim nước khác.